# Epidemia de febre amarela no Rio de Janeiro em 1850
A epidemia de febre amarela de 1850 na cidade do Rio de Janeiro representou uma das maiores calamidades em saúde pública de sua história. O primeiro caso de febre amarela, uma doença transmitida por mosquito e até então não identificada na localidade, foi diagnosticado em 1849. Atribui-se ao navio norte-americano "Navarre", com origem em Nova Orleans, tendo feito escala em Havana e Salvador antes de atracar no Rio, em 3 de dezembro de 1849, a importação da doença. As autoridades portuárias desconheciam o fato de que a capital baiana enfrentava um surto de febre amarela naquele momento.
Em alguns dias, dois marinheiros morreram com sintomas compatíveis com febre amarela, conforme pensou o médico alemão Roberto Bertoldo Cristiano Lallement, que acompanhou os casos na Santa Casa de Misericórdia, mas foi desacreditado pelos pares. Nos primeiros dias de janeiro de 1850, deram entrada na Santa Casa mais três marinheiros doentes, hospedados na mesma rua dos anteriores. Em seguida, Lallement foi até o lugar e descobriu mais quatro doentes. Seu relato para a Academia Nacional de Medicina sobre a nova doença na cidade foi rechaçado, em 8 de janeiro de 1850. A instituição recomendou ao governo aplicar quarentena e isolar os doentes, cujo destino foi a ilha do Bom Jesus, onde foi instalado um abrigo lotado em pouco tempo. A Academia só reconheceu o fato no início de fevereiro.
Até o mês de abril de 1850, a doença expandiu rapidamente e deixou de se limitar às zonas litorâneas para fazer vítimas em todas as regiões da cidade. Havia dezenas de óbitos por dia, alcançando, em 15 de março, um total de 120 mortos. A Comissão de Higiene Pública nomeada pelo governo teve como uma de suas primeiras medidas a proibição dos sepultamentos nas igrejas, substituídas pelos cemitérios públicos, pondo fim a uma tradição. O número oficial de óbitos até o fim da epidemia na cidade (embora ainda em curso nos subúrbios) foi calculado 4160 pessoas.
A partir de então, os surtos de febre amarela se tornaram frequentes no Rio de Janeiro. Ocorrendo em praticamente todos os anos entre 1850 e 1902, estimam-se 58.063 óbitos pela doença no período.